# Talveila
Talveila – gmina w Hiszpanii, w prowincji Soria, w Kastylii i León, o powierzchni 52,97 km². W 2011 roku gmina liczyła 140 mieszkańców.